# Ammophila urnaria
Ammophila urnaria är en biart som beskrevs av Anders Gustav Dahlbom 1843. Ammophila urnaria ingår i släktet Ammophila och familjen grävsteklar. Inga underarter finns listade i Catalogue of Life.